# Гирява (заказник)
Гирява — загальнозоологічний заказник місцевого значення в Україні. Розташований у межах Болехівської міської громади Калуського району Івано-Франківської області, на південь від села Козаківка.
Площа 39,1 га. Статус надано згідно з рішенням обласної ради від 28.12.1999 року № 237-11/99. Перебуває у віданні ДП «Болехівський держлісгосп» (Козаківське л-во, кв. 33, вид. 14, 15).
Статус надано з метою збереження частини лісового масиву, що зростає в умовах високогір'я Сколівських Бескидів на висоті від 1150 до 1225 м над р. м. Постійне місце оселення рисі, оленя, борсука.